# Databending

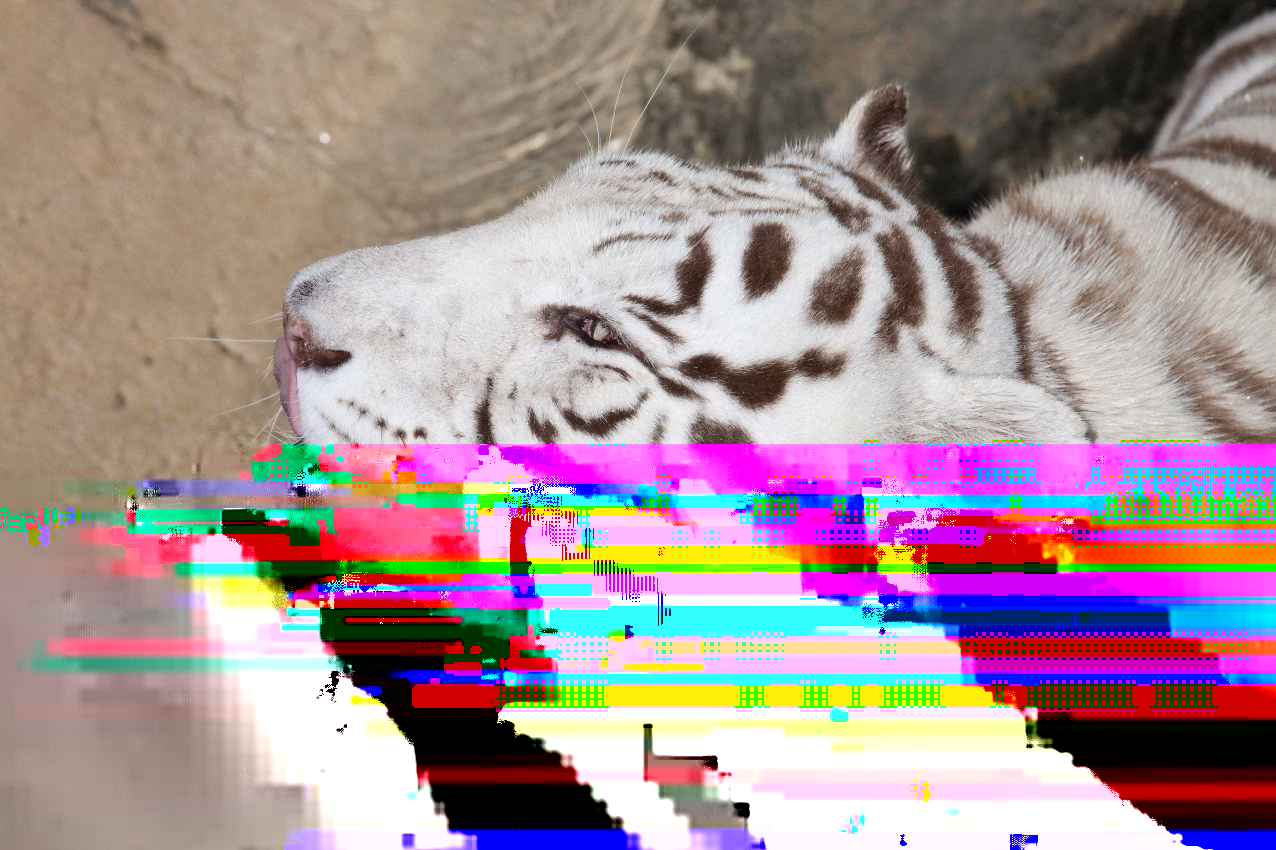
Una imagen de un tigre blanco que presenta artefactos visuales en la mitad inferior del marco, producto del proceso de databending

Databending es el proceso en el que se manipula un archivo multimedia de un determinado formato, utilizando un software diseñado para editar archivos de otro formato. Como resultado, generalmente se producen distorsiones en el mismo. El proceso se emplea con frecuencia en el Arte glitch.

## Proceso y técnicas
El término databending se deriva de circuit bending, en el que objetos como juguetes para niños, pedales de efectos y teclados electrónicos se cortocircuitan deliberadamente al doblar su placa de circuito para producir sonidos erráticos y espontáneos. Al igual que en el circuit bending, el databending implica la alteración (a menudo impredecible) del comportamiento original de un objeto. El databending logra esta alteración al manipular la información dentro de un archivo multimedia de cierto formato, utilizando un software diseñado para editar archivos de un formato diferente.
Existen muchas técnicas, que van desde relativamente simples hasta el uso de editores hexadecimales para manipular ciertos componentes de un algoritmo de compresión. En el libro Signal Culture Cookbook, Michael Betancourt detalla un breve conjunto de instrucciones que utilizan programas de edición hexadecimal para manipular directamente los datos contenidos en un archivo digital. Una de estas técnicas utiliza la adición de efectos a través de un software de edición de audio para distorsionar la interpretación de datos sin procesar de archivos de imagen. Algunos efectos producen análogos ópticos: la adición de un filtro de eco duplica elementos de una foto y la inversión produce el volteo de una imagen. Las similitudes resultan de las formas de onda correspondiendo con las capas de píxeles de forma lineal, ordenadas de arriba abajo. Otro método, denominado "el efecto WordPad", utiliza el programa WordPad para manipular imágenes mediante la conversión de los datos sin procesar al formato de texto enriquecido.

### Categorización
De acuerdo al artista Benjamin Berg, las técnicas más comunes en el proceso de databending se pueden agrupar en tres categorías:
- Edición incorrecta: Los archivos de un formato determinado se manipulan mediante un software diseñado para editar archivos de un formato diferente.
- Reinterpretación: los archivos se convierten de un medio a otro.
- Errores forzados: donde se fuerza el fallo de un programa de edición utilizando conocidos errores de software, generalmente mientras se escribe un archivo.

El "efecto WordPad" por ejemplo, entra dentro de la categoría edición incorrecta, mientras que la reinterpretación contiene una subcategoría llamada sonificación, en la que se introducen simultáneamente distintos tipos de datos a un archivo de audio. La última técnica es la más difícil de realizar de las tres y, a menudo, produce resultados altamente impredecibles.

## Uso y recepción

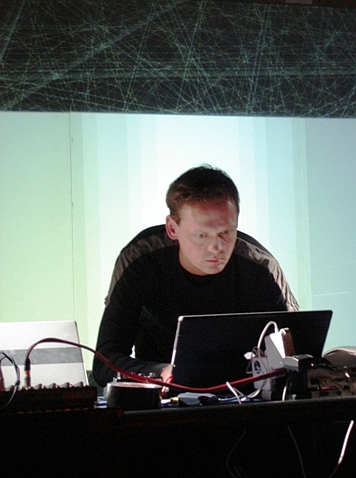
Alva Noto utiliza la sonificación en su música.

El databending se lo considera una subcategoria del arte glitch siendo empleado con frecuencia en el mismo. La técnica de sonificación es comúnmente utilizada por músicos glitch como Alva Noto. Adam Clark Estes describió el proceso como "el grafiti del internet que involucra un uso excesivo de código". Varios grupos en Flickr exploran los efectos del databending en las imágenes; Se creó un bot de Internet llamado "GlitchBot" para extraer imágenes con licencia Creative Commons, aplicar el proceso y subir los resultados. Existen usuarios en Vimeo que se ocupan explícitamente de la flexión de datos y el arte glitch en general, y un proyecto de arte digital con sede en Chicago llamado GLI.TC/H se financió mediante Kickstarter en 2011.